# (12032) Ivory
(12032) Ivory est un astéroïde de la ceinture principale.

## Description
(12032) Ivory est un astéroïde de la ceinture principale. Il fut découvert par Paul G. Comba le 31 janvier 1997 à Prescott. Il présente une orbite caractérisée par un demi-grand axe de 2,37 UA, une excentricité de 0,18 et une inclinaison de 2,7° par rapport à l'écliptique.
Il fut nommé d'après le mathématicien écossais James Ivory (1765-1842).

## Compléments